# Challenge to Be Free
Challenge to Be Free is een Amerikaanse avonturenfilm uit 1975 onder regie van Tay Garnett.

## Verhaal
Trapper woont alleen in de natuur. Wanneer hij naar de bewoonde wereld komt, koopt hij spullen met goud dat hij vindt in de rivier. Als er op een dag twee politieagenten naar zijn hut komen, ontstaat er een vuurgevecht. Daarbij komt één agent om het leven. Vervolgens moet Trapper vluchten voor een reddingsploeg met honden.

## Rolverdeling
| Acteur          | Personage      |
| --------------- | -------------- |
| Mike Mazurki    | Trapper        |
| Fritz Ford      | Sargent        |
| Vic Christy     | Frenchy        |
| Jimmy Kane      | Old Tracks     |
| Alex Van Bibber | Great Rifleman |
| Tay Garnett     | Sheriff McGee  |
| Gordon Yardley  | Intendant      |
| Bob MicKinnon   | Buck Dawson    |
| Roger Reitano   | Eli Zane       |
| Ted Yardley     | Cabot          |
| Brian Russell   | Winkelier      |
| Connie Yardley  | Huisvrouw      |
| Patty Piper     | Indiaan        |
| John McIntire   | Verteller      |